# Cadeia de comando
Cadeia de comando, também conhecida como cadeia escalar, é a linha de autoridade formal em uma organização. Em geral, ela pode ser observada no organograma da organização, o qual identifica os papéis de cada indivíduo e quem deve responder a quem dentro da estrutura organizacional. Dessa forma, a cadeia de comando é a definição formal do sentido da comunicação dentro da organização e da responsabilidade de cada indivíduo que faz parte dela.

## História
Apesar de o conceito da cadeia de comando ser muito antigo, sua aplicação na administração só foi iniciada de fato no século XX. Dois indivíduos tiveram grande importância no entendimento pleno desse conceito. O engenheiro francês, Jules Henri Fayol, discorreu em seu livro, General and Industrial Management, a respeito dos quatorze princípios da administração. Entre esses princípios, estão o da unidade de comando, o qual diz que cada indivíduo só deve responder a um único superior, evitando ordens conflitantes e o princípio da cadeia escalar, que define o fluxo de responsabilidade, clarificando a hierarquia dentro da organização. O sociólogo alemão Max Weber propôs a burocracia como modelo ideal para uma organização, modelo no qual a linha de autoridade é claramente definida, indo de acordo com o princípio da cadeia de comando.

## Emprego

### Organizações
O conceito de cadeia de comando é muito utilizado dentro das organizações. O papel do superior dentro de uma organização é delegar as tarefas, enquanto que o subordinado deve executar essas tarefas sob o controle e monitoramento do supervisor. Entretanto, nem sempre esse processo ocorre de forma correta devido à falta de comunicação entre as partes. De acordo com Justin Longenecker, em seu livro Principles of Management and Organizational Behavior, a boa comunicação entre as partes fortalece as bases do relacionamento e, consequentemente, levam à execução correta da tarefa sem necessidade de controle e monitoramento constantes. Neste ponto o papel da Administração é fundamental, na definição clara da cadeia de comando e de suas competências.
Dentro das empresas também é possível observar estruturas em que os princípios da cadeia de comando são violados. No caso das organizações matriciais, os subordinados se reportam a dois superiores ou supervisores, o que viola os princípios de unidade de comando, como colocado por Fayol e Weber. Para que esse tipo de estrutura, mais flexível ao princípio da cadeia de comando, seja eficiente, é necessário que os supervisores das organizações aprendam a compartilhar o poder, fazendo uso do confrontamento direto para solucionar questões divergentes, e disseminando informação por todas as redes da organização.

### Exército
No exército, a cadeia de comando é, possivelmente, a característica mais bem definida. A cadeia de comando define a linha de autoridade ao longo da qual as ordens e tarefas são passadas, tanto dentro de uma unidade militar quanto de uma unidade para outra, em que cada indivíduo sabe exatamente para quem deve se reportar. Em geral, os militares transmitem ordens apenas a um único subornidado (diretamente abaixo dele) e recebe ordens apenas de um superior (diretamente acima dele), e aquele que desrespeita a cadeia de comando está sujeito a punição.

### Igreja Católica
Na Igreja Católica, cada indivíduo ocupa uma posição com tarefas claramente atribuídas e um superior bem definido. A hierarquia católica é bastante complexa, tendo uma linha de comando bastante extensa. No que diz respeito ao clero, por exemplo, a hierarquia ascendente está baseada nos 3 graus do Sacramento da Ordem (o Episcopado, o Presbiterado e o Diaconado).

## Tendências atuais
Muitas organizações ainda utilizam o conceito da cadeia de comando em sua estrutura, sendo papel do gerente dar a ordem e do funcionário de cumprir a ordem sob supervisão do gerente. Há, porém, possíveis problemas na utilização da cadeia de comando. Como Longnecker sugere, a comunicação é a base da relação de autoridade na cadeia de comando. Assim, por exemplo, uma decisão tomada pelo funcionário sem consultar o seu superior direto poderia desmoralizar tal superior. Além disso, em um ambiente cada vez mais incerto e em constante mudança, muitas organizações estão optando pela flexibilidade, o que as afasta do conceito da cadeia de comando. Elas estão escolhendo dar a autoridade da tomada de decisão a quem efetivamente vai aplicar a decisão, podendo responder mais rapidamente às mudanças no ambiente. Desta forma, organizações com estrutura matricial, por exemplo, que definem mais de um superior para cada indivíduo, estão se tornando cada vez mais frequentes, indo contra os princípios da unidade de comando e da cadeia de comando.

## Crítica
O princípio da cadeia de comando foi desenvolvido em uma época em que o foco gerencial se dava na produtividade e em organizar os negócios, simplificando os processos. Quando Max Weber trouxe o conceito de burocracia, ele se adequou muito ao ambiente da época em relação às teorias administrativas, com o advento de uma forma organizacional que simplificava os processos e determinava com exatidão as responsabilidades de cada membro. A cadeia de comando, nesse contexto, se encaixava muito bem. No entanto, atualmente, as teorias da administração tendem a abordar a capacidade da organização de se adaptar ao ambiente, o qual cada vez mais é caracterizado por constantes mudanças e imprevisibilidades. Com isso, a necessidade de flexibilização faz com que a organização abra mão de uma linha de autoridade tão formal, oferecendo empowerment a seus funcionários, uma vez que dar o poder de decisão ao indivíduo que vai de fato aplicar a decisão tomada faz com que a organização possa responder de forma muito mais rápida às mudanças ambientais. Dessa forma, o conceito de cadeia de comando, apesar de ter trazido muitos benefícios quando desenvolvido, dadas as características do ambiente organizacional atual, parece já não ter mais a força que tinha quando foi introduzido.